# Museo nazionale dell'elaborazione
Il Museo Nazionale dell'Elaborazione è un museo nel Regno Unito dedicato alla raccolta e restauro dei sistemi storici di calcolo. Il museo ha sede presso Bletchley Park nel Buckinghamshire, Inghilterra e è stato inaugurato nel 2007. L'edificio (Blocco H) è stato il primo centro di calcolo appositamente costruito al mondo che ospita sei calcolatori Colossus dalla fine della seconda guerra mondiale.
Il museo ospita un calcolatore Colossus ricostruito accanto a una mostra delle più complesse attività di crittoanalisi effettuate presso il centro, insieme a esempi di macchine precorritrici della storia dello sviluppo dell'informatica dal 1940 ad oggi. Il museo adotta una filosofia tendente ad avere quante più mostre possibili in piena efficienza.
Nonostante sia situata a Bletchley Park, il Museo Nazionale dell'Elaborazione è gestito da un'associazione benefica completamente separata con una propria raccolta fondi che non riceve alcun finanziamento dalla lotteria e conta solo sulla generosità dei donatori e sostenitori. A febbraio 2012 il museo ha adottato i codici QRpedia.